# 王道家

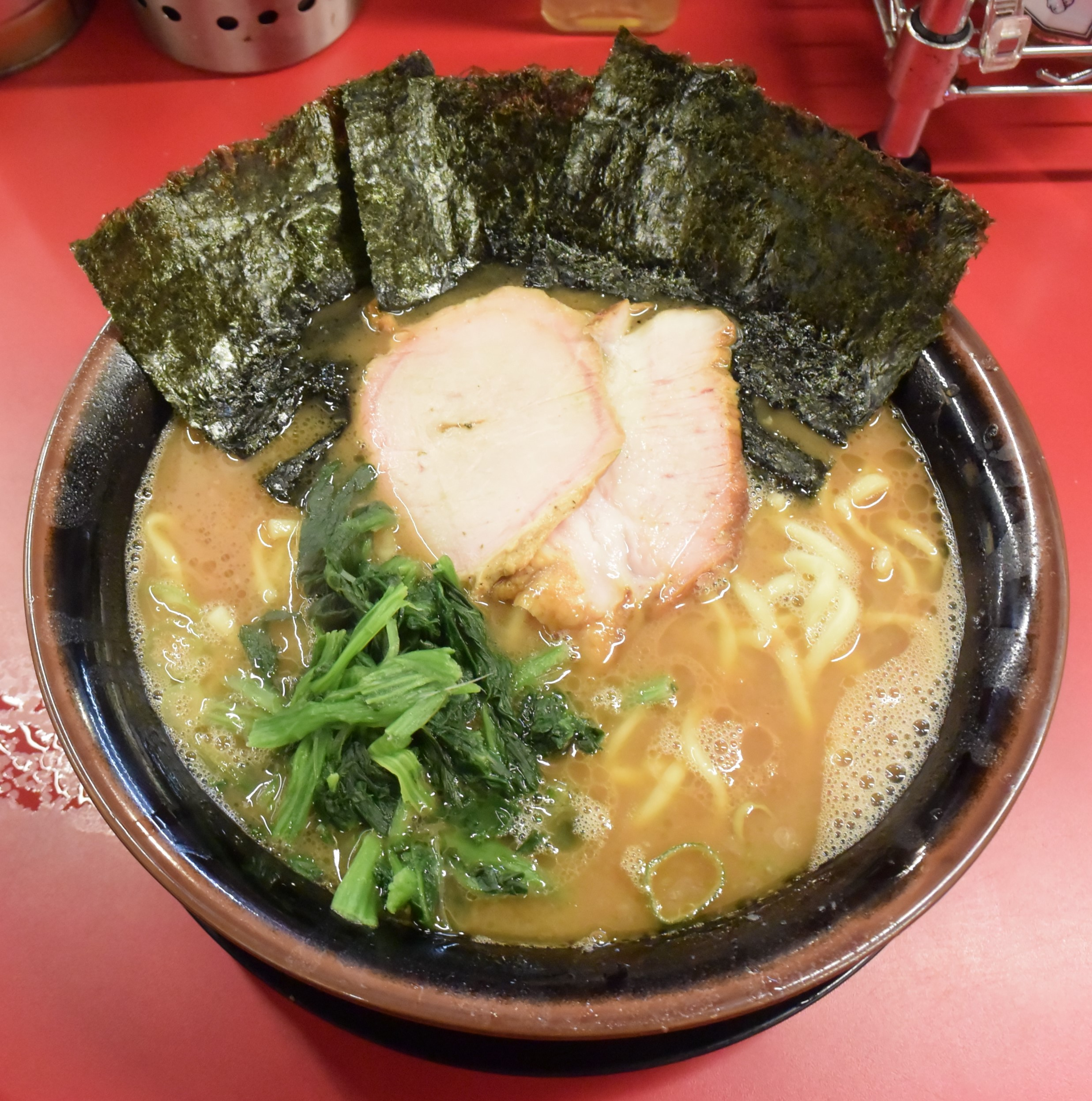
王道家・ラーメン

王道家（おうどうや）は、千葉県柏市明原でラーメン（家系ラーメン:95）などを提供しているラーメン店。2003年1月創業。店主は清水裕正。

## 沿革
清水は、家系ラーメンの総本山「吉村家」（横浜市磯子区で創業、現在は横浜市西区に移転）に入門する。修行に勤しみ、2003年1月に柏市旭町2丁目で吉村家直系:95の「王道家」を創業。
店の営業は当初は浮き沈みがあったが、一から修業し直し、約3年をかけ軌道に乗せる。弟子入り希望者も集まるようになり、若者を支援したいと思うようになる。
2011年、吉村家直系店舗の特徴でもある酒井製麺の麺を使用せずに王道家独自の自家製麺を使用したことから破門され、直系から離れる。
2017年、店舗が入居していたビルの老朽化に伴い、茨城県取手市寺田に移転。そして、2019年10月、創業の地である柏市に戻り、現在に至る。

## 特徴
- スープは、肉が沢山付いた豚ガラを継ぎ足しながら炊き上げる[7][2]。熟成していくスープに新しい豚ガラを追加投入して調整する[8][2]。豚ガラはあえて寝かせることで熟成感を出している[5]。
- 直系を離れることで酒井製麺[注 2]の太縮れ麺[1]:95が使用できなくなったが、試行錯誤を重ね、自家製麺で提供している[2][5]。
- 当店で修行した後、独立した店舗（グループ店）としては、とらきち家（横浜市神奈川区）[10]、神道家（千葉県野田市）[11]、近江道家（滋賀県彦根市）、我道家（奈良県天理市・大阪市中央区）などがある。